# Нижній близнюковий м'яз
Нижній близнюковий м’яз (m. gemellus inferior) – від сідничого горба.
Функція: внутрішній затульний м’яз разом із двома близнюковими м’язами обертають стегно назовні. При фіксованих нижніх кінцівках (в положенні стоячи) ці м’язи допомагають утримувати таз від нахилу в протилежний бік.
Кровопостачання:   нижня сіднична, затульна і внутрішня соромітна артерії.
Іннервація: м’язові гілки крижового сплетення (L4 –L5 , S1 –S3 ).